# ساي وليامز
ساي وليامز (بالإنجليزية: Cy Williams)‏ هو لاعب كرة قاعدة أمريكي، ولد في 21 ديسمبر 1887 في Wadena, Indiana ‏ في الولايات المتحدة، وتوفي في 23 أبريل 1974 في ثري ليكز في الولايات المتحدة.

## وصلات خارجية
- ساي وليامز على موقعبيزبول رفرنس.كوم (الدوري الرئيسي) (الإنجليزية)
- ساي وليامز على موقعبيزبول رفرنس.كوم (الدوري الثانوي) (الإنجليزية)
- ساي وليامز على موقع جمعية أبحاث البيسبول الأمريكية (الإنجليزية)
- ساي وليامز على موقع مشجعي الرسوم البيانية (الإنجليزية)